# Врањаче
Врањаче су насељено мјесто у општини Томиславград, Федерација Босне и Херцеговине, БиХ.

## Становништво
| Демографија | Демографија | Демографија |
| Година      | Становника  | Становника  |
| ----------- | ----------- | ----------- |
| 1991.       | 22          |             |